# Петрівська сільська територіальна громада
Петрівська сільська територіальна громада — територіальна громада в Україні, у Вишгородському районі Київської області. Адміністративний центр — село Нові Петрівці.
Площа громади — 192,6 км², населення — 13 034 особи (2020).
Утворена 12 червня 2020 року шляхом об'єднання Лютізької, Новопетрівської та Старопетрівської сільських рад Вишгородського району.

## Населені пункти
У складі громади 4 села:
- Гута-Межигірська
- Лютіж
- Нові Петрівці
- Старі Петрівці

## Старостинські округи
- Лютізький
- Старопетрівський